# Объединение Грузинского царства
Объединение Грузинского царства (груз. ქართული სახელმწიფოს გაერთიანება) — политическое движение X века, которое привело к объединению различных грузинских царств в единое государство с централизованным правительством в 1008 году, под названием — Грузинское царство, или Сакартвело. Первоначально инициировано местными аристократами, эриставами, из-за многовековой борьбы за власть и агрессивных войн за престолонаследие между грузинскими монархами, проистекающий из их независимых правящих традиций классической античности и её монархическими установлениями эллинистической эпохи в Колхиде и Иберии. Инициативу поддержал Давид III Великий из династии Багратионов, самый могущественный правитель Кавказа того времени, который на престол Иберии посадил принца Баграта, его родственника и приемного сына, который в конечном итоге был коронован как царь всея Грузии. Преемники Давида — Багратиды стали поборниками национального объединения, точно так же как Рюриковичи или Капетинги, но, несмотря на их энтузиазм, некоторые из грузинских царств, которые были нацелены на объединение, не присоединились в процессе к объединению свободно и активно боролись против него, в основном ища помощи и поддержки со стороны Византийской империи и Аббасидского халифата. Несмотря на то, что в 1008 году было объединено большая часть западных и центральных грузинских земель, процесс продолжался на восток и, в конце концов, достигло своего полного завершения при царе Давиде IV Строителе. Это беспрецедентное политическое объединение земель и стремительный подъём власти Багратионов положило начало Золотому веку Грузии и созданию единственной средневековой панкавказской империи, которая господствовало над всем Кавказом в XI, XII и XIII веках. Централизирующая власть короны начала ослабевать в XIV веке, и хотя при царе Гeopгий V Блистательном ситуация повернулась вспять, воссоединение оказалось недолгим; единое царство начало распадаться после нашествий монголов и Тимура, что привело к его полному краху в XV веке.

## Предыстория
Сасанидская империя упразднила грузинскую монархию и аннексировала Иберийское царство в 580 г., сделав его сасанидской провинцией, управляемой персидскими марзпанами, а затем, пониженными в ранге, местными иберийскими князьями. В VIII веке арабы вторглись на грузинские земли и основали Тбилисский эмират, а грузинские династические князья нашли убежище в Уплисцихе и Кахетию. В 888 году Адарнасе IV восстановил грузинскую государственность, в лице Иберийского царства, которая была сосредоточена на исторических землях Тао-Кларджети. Абхазское царство переживало династический кризис престолонаследия, а воинственная и зарождающаяся восточно-грузинская держава Кахетинское княжество находилась в постоянном конфликте с иберийскими соседями. В то же время грузинское православие расширялось и достигло самых восточных регионов к 950 году, когда царица Эрети Динара отказалась от монофизитства, тем самым объединив все грузинские государства церковно, сделав политический союз неизбежным. Это было как раз то время, когда понятие и определение Грузии было введено писателем Георгием Мерчуле в 951 году в его «Житие Григория Хандзтели».
ქართლად ფრიადი ქუეყანაჲ აღირაცხების, რომელსაცა შინა ქართულითა ენითა ჟამი შეიწირვის და ლოცვაჲ ყოველი აღესრულების.
всей Картли считается та страна, в которой церковную службу совершают и все молитвы творят на грузинском языке.
Георгий Мерчуле выдвинул определение нации, основанное на религиозных и языковых соображениях. Эта тенденция продолжался и при грузинском сабаитском монахе Иоанне Зосиме, который приписывал божественную, уникальную и священную роль грузинскому языку, который, как он считал, является языком, который будет использоваться на Страшном Суде. Грузинский богослужебный язык был национальным объединителем, когда политическое и культурное единство было ещё очень труднодостижимым. В конце концов, при огромной идеологической поддержке священнослужителей объединение Грузии произошло от возродившейся семьи Багратионов, базирующейся в Тао-Кларджети и царя Абхазии Георгий II, и его политики объединения грузинских государств посредством междинастических браков и интриг, в результате чего его дочь, принцесса Гурандухт, вышла замуж за Гургена, царь-царей иберийцев, и родила Баграта, первого царя всея Грузии.

## Инициатива и Давид III
Грузинские монархии продолжали раздираться своими местными правителями и соперничающими государствами. Сразу же после очередного нападения Кахетинского княжества на иберийскую цитадель Уплисцихе часть аристократии во главе с одним из самых могущественных и деятельных грузинских феодалов, эристава Иване Марушисдзе, который предвидел единую Грузию с централизованной монархией, обратился и призвал бездетного Давида III положить конец хаосу, взяв под свой контроль все центральные грузинские земли и её основной регион Картли и посадить на престол своего родственника, князя Баграта, тем самым заложив будущий фундамент для процесса объединения различных земель в единую корону. В том случае, если Давид III назначить Баграта своим наследником, рассуждал Марушисдзе, обширное царство Давида соединится с землями Баграта, создав тем самым грозное общегрузинское предприятие.
მაშინ მოვიდეს კახნი და მოადგეს უფლისციხესა. და იყო მათ ჟამთა ერისთავი, ქართლისა ივანე მარუშისძე, კაცი ძლიერი და ერმრავალი. ამან წარავლინა მოციქული წინაშე დავით კურაპალატისა; აწჳა, რათა გამოილაშქროს ძალითა მისითა, აღიღოს ქართლი: ანუ დაიმჭიროს თჳთ, ანუ უბოძოს ბაგრატს, ძესა გურგენისსა, ასულისწულსა გიორგი აფხაზთა მეფისასა, რომელსა ეყოდა დედულად აფხაზეთი და ქართლი. ესევე ივანე მარუშისძე ეძებდა ბაგრატს მეფედ.
Выступили тогда кахетинцы и осадили Уплисцихе. Эриставом Картли был тогда Иване Марушисдзе, муж сильный со множеством подданных. Он послал посланника к Давиду куропалату, предложил выступить со своими силами, захватить Картли и занять самому или передать Баграту, сыну Гургена, сыну дочери царя абхазов Георгия, которому принадлежали Абхазия и Картли. Этот же самый Иване Марушисдзе желал воцарения Баграта
Ставка аристократии на Давида III не была неожиданностью, так как он был главной силой в Кавказском и Византийском содружестве. Давид поднялся из малоизвестной нецарской ветви рода Багратионов к славе благодаря своей воинской доблести и умениям. Войска Давида спасали византийского императора Василия II Болгароубийцу и анатолийские владения империи от мятежника Варды Склира. Давид вместе с другим грузином, иеро-стратегом («монахом-воином») Иоанном Торнике, поведет 12 000 грузинских всадников с византийскими и армянскими солдатами в битве при Панкалее, разгромив повстанцев императора. Позже Василий II наградил Давида пожизненным, если не наследственным даром обширных земель в юго-восточной Анатолии. Его уникальное положение было прекрасным предлогом для грузинской аристократии, чтобы подтолкнуть Давида к объединению. Он принял этот вызов, усыновил Баграта и в 975 году вторгся в Картли. Давид взял молодого Баграта, его биологических родителей Гургена и Гурандухт, в Уплисцихе, который тогда был осажден кахетинскими войсками. Кахетинцы поняли, что теперь против них объединилась вся западная и южная Грузия. Им пришлось принять представление Давида о Баграте как о своем «наследнике».
შემოკრიბნა ქართველნი აზნაურნი და უბრძანა. ესე არს მკჳდრი ტაოსი, ქართლისა და აფხაზეთისა, შვილი და გაზრდილი ჩემი, და მე ვარ მოურავი ამისი და თანაშემწე; ამას დაემორჩილენით ყოველნი. და დაყვნა დღენი მცირედნი და წარვიდა ტაოს.
Собрал [Давид] картлийских азнауров и приказал: «Он [Баграт] является наследным владетелем Тао, Картли и Абхазии, сын и воспитанник мой, а я – его моурав и помощник, ему подчиняйтесь все».
Давид действовал решительно, чтобы Баграт также смог унаследовать абхазский престол. По матери Гурандухт юный Баграт приходился племянником и наследником слепому и бездетному царю Абхазии Феодосию III. Чуть позже в том же году, в 975 году, за три года до смерти Феодосия III, Давид пригласил царя Армении Смбата II сопровождать его, Баграта и Гурандухта в Кутаиси, где Баграт был торжественно помазан царем Абхазии как Баграт II.
იწყო განგებად და საურავად და განმართებად ყოველსა საქმესა მსგავსად პაპისა მისისა, დიდისა გიორგი მეფისა, გინა თუ უმეტესადრე ვთქუა, რამეთუ ყოვლითურთ მიემსგავსებოდა ქცევასა გამზრდელისა თჳსისასა, დიდისა მეფისა დავით კურაპალატისასა.
[Баграт] управлял и выправлял все дела подобно деду своему, великому царю Георгию, а может и лучше, т. к. походил во всем поведением на воспитателя своего, великого царя Давида куропалата, и решал все дела добрые подобно ему

## Единое царство
Давид III был безжалостен и стремился к агрессивному расширению своего царства. Заговорщики отравили его вином для причастия накануне Страстной пятницы в 1000 г. или 1001. Кто бы ни нанимал убийц, император Василий II или даже обиженные грузинские дворяне, наследие объединительного процесса Давида в истории грузинской государственности было огромным. Баграт официально стал царем Абхазии в 978 году. Когда его отец, Гурген, умер в 1008 году, права Баграта на абхазский и иберийский престолы не оспаривались. Он стал первым правителем общегрузинской монархии, как царь Баграт III, и официально именовался «царем абхазов и иберов». Это был лишь вопрос времени, когда монархии Кахети и Эрети также подчинились его объединённому грузинскому царству, а Тбилисский эмират продолжал существовать.
და შემდგომად ამისა რაოდენთამე წელთა გარდაიცვალა ესე გურგენ მეფეთ-მეფე, მამა ამის ბაგრატ მეფისა და ძე ბაგრატ მეფე რეგუნისა. მოიწყუნა და განაგნა ყოველნი საქმენი აფხაზეთისანი. ურჩნი თჳსნი შეცვალნა დიდებისაგან და ადგილთა მათთა დაადგინნა ერთგულნი და მოსწრაფედ მორჩილნი ბრძანებათა მისთა. და წარემატა ყოველთა მეფეთა აფხაზეთისა და ქართლისათა ყოვლითა განგებითა. და განამრავლა ლაშქარი თჳსი უმეტეს ყოვლისა ჟამისა. ბაგრატ მეფემან კურაპალატმან დაიპყრა ყოველი კავკასია თჳთმპყრობელობითა ჯიქეთითგან ვიდრე გურგენადმდე, და ადარბადაგანი და შირვანი მოხარკე ყო სომხითისა ჴელმწიფებითა. მეფე სპარსთა მეგობარ და ერთგულ ყო სიბრძნითა და ძლიერებითა თჳსითა, უფროს სახლეულთა თჳსთასა, და ბერძენთა მეფესაცა შიში აქუნდა ამისი ყოვლადვე.
Скончался сей Гурген, царь царей, сын Баграта [II], царя картвелов, в хроникон 228, и оставил сына своего, царя абхазов и куропалата великого; и завладел тот вотчиной своей Тао, и овладел он всем Кавказом самодержавной властью от Джикети до Гургана. А Адарбадаган и Ширван сделал своими данниками, армянскими государями управлял по своей воле. Благодаря мудрости и силе своей сделал своим другом и более преданным себе царя персов, нежели домочадцев своих, а греческий царь постоянно испытывал к нему страх
Баграт III, будучи не по годам дальнозорким и безжалостным, продолжал расширение царства и подавление мятежной сепаратистской аристократии, включая ликвидации своих двоюродных братьев, чтобы ни один соперник Багратиони никогда не мог претендовать на грузинский престол.

### Комментарии
1. ↑  Термин «Сакартвело»[1][2][3] (т.е. «место, населенное картвелами»)[4] буквально означает «всегрузинское царство», «вся Грузия» или «Великая Грузия». Термин до сих пор используется как официальное название страны.[5][6] Происхождение термина до сих пор обсуждается, но это название использовалось задолго до объединения Грузии в 1008 году и использовалось для описания «неокартли», «Великой Картли» или «картли в изгнании», имея в виду тех, кто находился на юге страны, западные земли Картли в Византийской Анатолии и вокруг нее, где грузины жили в изгнании во время арабского вторжения в Картли. Термин был придуман в добагратидовские времена.[7] Традиционная датировка изобретения термина XI веком неверна, хотя в более поздние века «Сакартвело» действительно приобрело более широкое значение как единое политическое и социально-культурное образование. Этот термин был принят и продвигался монархами Багратионов и их летописцами для празднования их династического успеха.[8] Самое раннее использование слова «Сакартвело» датируется ок. 800 г. в произведениях Джуаншериани, описывающих события вторжений Марвана II на грузинские земли.[9] Термин «Сакартвело» получил широкое распространение во второй половине XIII века.[10]
2. ↑  От их выбора и поддержки зависело проявление аристократической власти эриставов в средневековой Грузии при избрании царя. Между царем и его дворянами существовал важный баланс сил.[11] У грузинских царей не было всеобщей, абсолютной власти византийских императоров,[12] и у них не было централизованных структур управления, которые позволяли управлять Византией непосредственно из Константинополя. Вместо этого грузинскому двору приходилось круглый год колесить по царству, а за царскую власть приходилось договариваться или бороться за нее с местной аристократией.[13] Эриставы играли важную роль в грузинской монархии с дохристианских времен, установленной первым царем-основателем Фарнавазом I[14], поэтому их положение в иерархии узаконивало и объясняло их местную власть. Несмотря на то, что царь был центром власти в царстве , эриставы находились в тесном физическом контакте со своим царем, в отличие от византийской модели, где император наслаждался недоступностью других смертных и их неприкасаемостью. Окончательное признание царя местной аристократией в качестве основного источника власти и авторитета имело большое значение. Царская власть исходила непосредственно от царя, но затем передавалась эриставам. Во время коронации нового грузинского монарха именно эриставы были теми, кто препоясывал государственный меч, тем самым наделяя царя своими символами власти.[15]
3. ↑  Грузинское царствование и царская власть – древний институт, возникший в эллинистический период.[16] Грузинская монархия была очень гибкой, временами с вкраплениями, однако, сильно династической, и имела больше общего с древнеиранскими моделями власти, чем с римскими или византийскими. В грузинском царстве до или после объединения господствовали четыре династии: Фарнавазиды (299 г. до н.э. – 189 г. н.э.), Аршакиды (189–284 гг.), Хосроиды (284–580 гг.) и, наконец, Багратиды (888 г. – начало девятнадцатого века). Монархи Багратиони доминировали на грузинской политической сцене в течение тысячи лет[17], вплоть до аннексии царства Российской империей в XIX веке[18].